# Immortals. Bogowie i herosi
Immortals. Bogowie i herosi – amerykański film fantasy z 2011 r. w reżyserii Tarsema Singha.

## Fabuła
Wiele lat po mitycznym zwycięstwie Bogów nad Tytanami na horyzoncie pojawia się nowe zagrożenie. Żądny władzy król Hyperion wypowiada wojnę ludzkości. Plądrując bezbronne, wobec jego brutalnej armii, ziemie Grecji poszukuje legendarnego Łuku – broni o niewyobrażalnej mocy, wykutej niegdyś w niebiosach przez Boga Wojny, Aresa. Ten kto posiądzie broń będzie dowodził czekającymi na uwolnienie Tytanami. Jedynym, który postanawia przeciwstawić się Hyperionowi jest wybrany przez bogów Tezeusz. W rękach tego prostego człowieka spoczywa teraz los ludzkości i tylko on może uratować ją przed całkowitą zagładą.

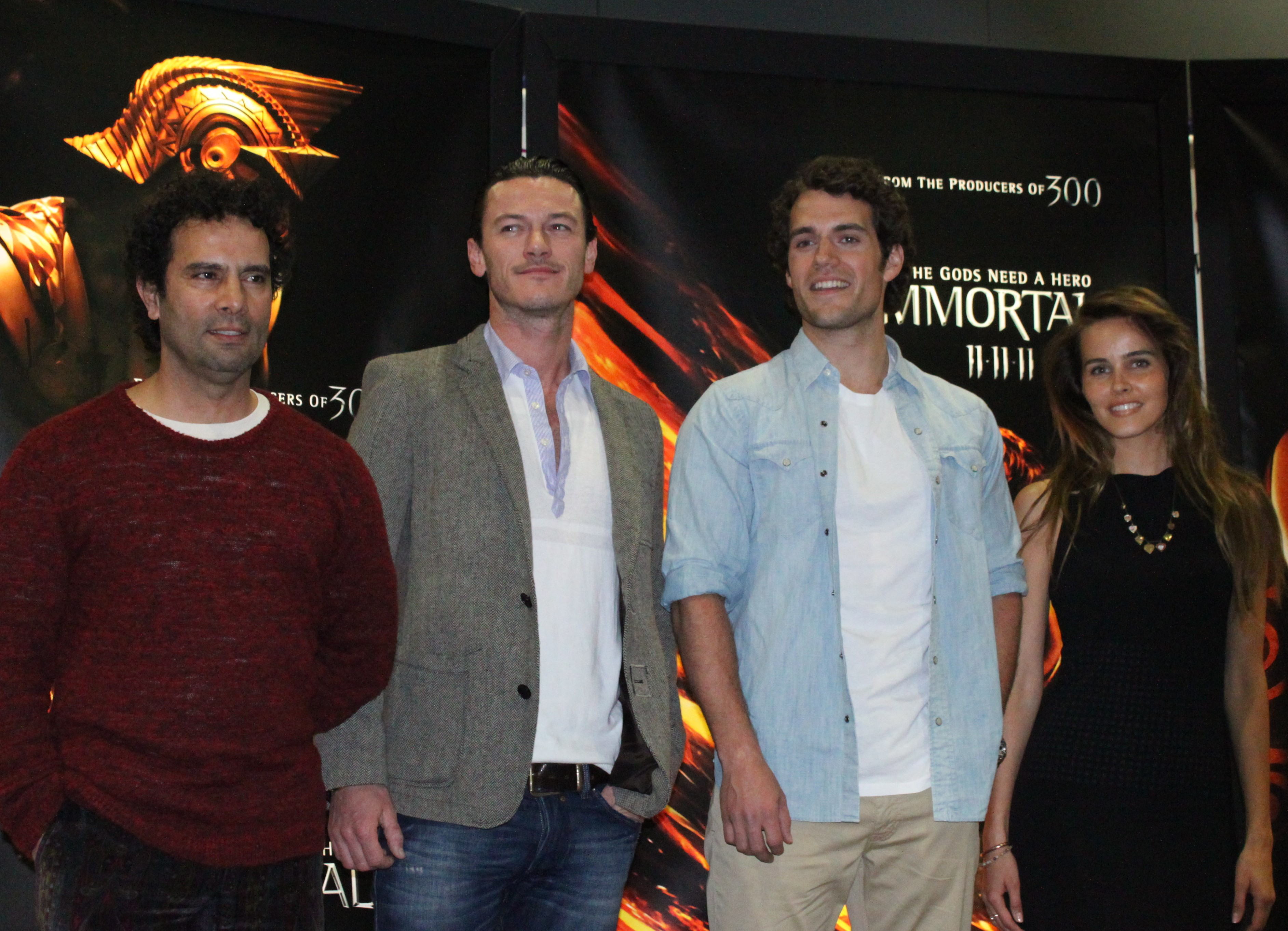
Od lewej do prawej: reżyser Tarsem Singh, Luke Evans, Henry Cavill i Isabel Lucas na WonderCon 2011.

## Obsada
- Henry Cavill – Tezeusz
- Stephen Dorff – Stavros
- John Hurt – Starzec
- Luke Evans – Zeus
- Isabel Lucas – Atena
- Kellan Lutz – Posejdon
- Freida Pinto – Fedra
- Mickey Rourke – Król Hyperion, Król Heraklion
- Joseph Morgan – Lysander
- Peter Stebbings – Helios, generał Ateny
- Daniel Sharman – Ares
- Anne Day-Jones – Ajtra, matka Tezeusza
- Greg Bryk – Nycomedes,
- Corey Sevier – Apollo
- Steve Byers – Herakles
- Robert Maillet – Minotaur, potężny giermek Hyperiona, który nosi metalową maskę byka
- Romano Orzari – Ikar, ateński żołnierz
- Alan van Sprang – Dareios, niewolnik, pomocnik Tezeusza w jego misji
- Stephen McHattie – Król Kassander
- Mark Margolis – nowy kapłan, zakonnik
- Robert Naylor – młody Tezeusz
- Gage Munroe – Akamas, syn Tezeusza i Fedry
- Tamas Menyhart – Heraklion